# Judith Quiney
Judith Quiney (nata Shakespeare; Stratford-upon-Avon, 2 febbraio 1585 – Stratford-upon-Avon, 9 febbraio 1662) è stata la figlia minore del celebre drammaturgo William Shakespeare e di sua moglie Anne Hathaway.
Era la sorella minore di Susanna Hall e la gemella di Hamnet Shakespeare, che morì bambino. Sposò Thomas Quiney, vinaio, da cui ebbe tre figli, e questa unione, sgradita al padre, potrebbe essere fra i motivi che spinsero Shakespeare a riscrivere il suo testamento poco prima di morire nel 1616.

## Biografia
Judith Shakespeare nacque il 2 febbraio 1585 nel villaggio di Stratford-upon-Avon, da William Shakespeare e Anne Hathaway. Era la figlia minore della coppia, dopo Susanna, nata nel 1583, e aveva un fratello gemello, Hamnet. Furono battezzati nella Chiesa della Santa Trinità del villaggio, sul cui registro furono annotati come "Hamnet & Judeth sonne & daughter to William Shakspere". I loro nomi furono scelti in onore del fornaio e di sua moglie, Hamnet e Judith Sadler, i quali erano amici degli Shakespeare. Hamnet morì a undici anni, nel 1596.
Judith crebbe principalmente con la madre e la sorella a Stratford, mentre il padre viveva separato dalla famiglia a Londra e portava avanti la sua carriera di drammaturgo. Non ebbe una buona istruzione: un atto di vendita del 1611, dove attestava la vendita di una casa per 131 sterline da Elizabeth Quiney, sua futura suocera, e suo figlio Adrian, a William Mountford, carradore, dimostra che era analfabeta, avendo firmato con un simbolo caratteristico piuttosto che con il suo nome, che fu poi aggiunto da una terza parte.
Il 10 febbraio 1616, nella stessa Chiesa dove era stata battezzata, Judith sposò Thomas Quiney, un vinaio del suo stesso villaggio. La cerimonia fu officiata dal vicario Richard Watts, che avrebbe poi sposato la sorella di Quiney, Mary. La data del matrimonio cadeva nel periodo pre-quaresimale in cui le nozze sono vietate senza una dispensa speciale del vescovo di Worcester, che a Quiney fu negata, eppure i registri di matrimonio indicano che in quegli stessi giorni si celebrarono altri tre matrimoni. Quiney fu chiamato davanti alla corte concistoria di Worcester e, quando non si presentò, il 12 marzo fu scomunicato. In seguito, è probabile che i Quiney riuscirono a regolarizzare la loro situazione, perché il loro primogenito, nato a novembre, fu regolarmente battezzato.
Il matrimonio fu travagliato fin dai primi giorni. Al momento delle nozze, Quiney era prossimo a divenire padre di un figlio illegittimo, che però morì al parto con la madre, Margaret Wheeler, il 15 marzo 1616. Undici giorni dopo, fu citato davanti alla Bawdy Court per prostituzione e altri atti osceni. Quiney si dichiarò colpevole di "aver compiuto atti carnali con Margaret Wheeler" e condannato a comparire davanti alla comunità avvolto solo da un lenzuolo bianco per tre domeniche consecutive, oltre che al pagamento di una multa di 5 scellini a favore dei poveri di Bishopton, davanti al cui ministro dovette ripetere la confessione.
Inoltre, i Quiney ebbero difficoltà a trovare una casa in cui vivere. Il cottage di Chapel Lane dove viveva Judith apparteneva a suo padre e, secondo il suo testamento, dovette essere ceduto alla sorella Susanna, mentre Quiney possedeva solo una non meglio specificata taverna, l'"Atwood's", in High Street. A Luglio 1616, Quiney si accordò col cognato, William Chandler, a cui cedette Atwood in cambio della sua casa, "The Cage", situata all'angolo fra High Street e Bridge Street, dove oggi sorge lo Stratford Information Office. Nel 1630, Quiney tentò di usare a fini ignoti l'affitto la casa, ma gli fu impedito dai suoi parenti. Per tutelare Judith e i figli, le sue finanze furono affidate al marito di Susanna, John Hall, al genero, Thomas Nash, e al cognato di Quiney, Richard Watts. Dal novembre 1552 le finanze furono invece affidate a Richard Quiney, fratello maggiore di Thomas Quiney, che aveva una drogheria a Londra, e poi a suo figlio.
Judith morì a Stratford il 9 febbraio 1662 a settantasette anni, sopravvivendo alla sorella, e ai figli per decenni. Fu sepolta nel cimitero della Chiesa della Santa Trinità, ma la sua tomba esatta non è stata individuata. Non è noto cosa successe al marito: non essendo la sua morte registrata negli elenchi parrocchiali, è probabile che a un certo punto abbia abbandonato la moglie e lasciato il villaggio.

## Discendenza
Dal suo matrimonio, Judith ebbe tre figli:
- Shakespeare Quiney (23 novembre 1616 - 8 maggio 1617), chiamato in onore di suo nonno materno, morì infante;
- Richard Quiney (9 febbraio 1618 - 6 febbraio 1639). Il suo nome era un nome tipico della famiglia Quiney ed era portato, fra gli altri, da suo nonno paterno e da uno zio;
- Thomas Quiney (23 gennaio 1620 - 28 gennaio 1639), chiamato in onore di suo padre.

La morte prematura di tutti i suoi figli creò nuovi problemi legali per Judith relativamente all'eredità di Shakespeare destinata ai nipoti, che si trovò in disputa con sua sorella Susanna, nonché sua figlia Elizabeth e il di lei marito, fino al 1652.

## Testamento di William Shakespeare
I problemi generati dall'inaffidabilità di Quiney sono stati indicati come un possibile motivo delle frettolose modifiche al suo testamento effettuate da William Shakespeare fra gennaio e il 25 marzo 1616, poco prima di morire, che furono testimoniate da Hamnet Sadler.
Nella sua versione finale, il lascito originariamente destinato a Quiney fu invece indirizzato a Judith: 100 sterline (circa 24.000 nel 2023) in liquidazione della dote, 50 (12.000 nel 2023) se avesse ceduto il cottage di Chapel Lane a Susanna e gli interessi maturati da altre 150 (35.000 nel 2023) se lei o un suo figlio fossero stati ancora vivi a tre anni dalla lettura del testamento. Quanto a Quiney, fu esplicitamente indicato come escluso dal godere di tale lascito, a meno che non avesse donato a Judith terreni che rendessero almeno 150 sterline l'anno. Il resto del patrimonio, molto più consistente, fu assegnato a Susanna, ai suoi figli in ordine di nascita e alle sue figlie in ordine di nascita, e ai loro discendenti. Solo in caso di estinzione completa della linea di Susanna, Judith e i suoi figli avrebbero ereditato, a patto che i beni non fossero gestiti da Quiney.
Sebbene molti leggano in ciò una frattura fra Shakespeare e il genero, alcuni sostengono che ciò indica solo che Susanna era la figlia favorita.

## Riferimenti culturali
Judith compare come personaggio in diverse opere letterarie e culturali, generalmente incentrate sulla vita e sulle opere di suo padre.
Tra queste:
- Judith Shakespeare: Her Love Affairs and Other Adventures (1884), romanzo a puntare di William Black.
- Bingo (1973), opera teatrale di Edward Bond.
- The Sandman (1988), serie in graphic novel di Neil Gaiman, che l'ha paragonata a Miranda de La Tempesta.
- My Father Had a Daughter: Judith Shakespeare's Tale (2003), romanzo di Grace Tiffany.
- Judith Shakespeare, commedia radiofonica di Nan Woodhouse.
- Shakespeare's Daughter (2007), racconto di Mary Burke.
- Una stanza tutta per sé, di Virginia Woolf, dove compare un personaggio di fantasia di nome Judith Shakespeare, sebbene sia rappresentata come la sorella di Shakespeare piuttosto che come sua figlia.
- Hamnet (2020), romanzo di Maggie O'Farrell.
- Casa Shakespeare (2018), film di Kenneth Branagh, dove è interpretata da Kathryn Wilder.